# Doi Ryota
Ryota Doi (sinh ngày 27 tháng 8 năm 1987) là một cầu thủ bóng đá người Nhật Bản.

## Sự nghiệp câu lạc bộ
Ryota Doi đã từng chơi cho Vissel Kobe, Albirex Niigata Singapore, Japan Soccer College, Arte Takasaki, Thespa Kusatsu, Grulla Morioka và AC Nagano Parceiro.